# Piwdenne (obwód odeski)
Piwdenne (ukr. Південне) – miasto na Ukrainie w obwodzie odeskim, liczy 32 679 mieszkańców. Ośrodek przemysłu spożywczego. Do 2024 nosiło nazwę Jużne (ukr. Южне).